# Karlsons klister

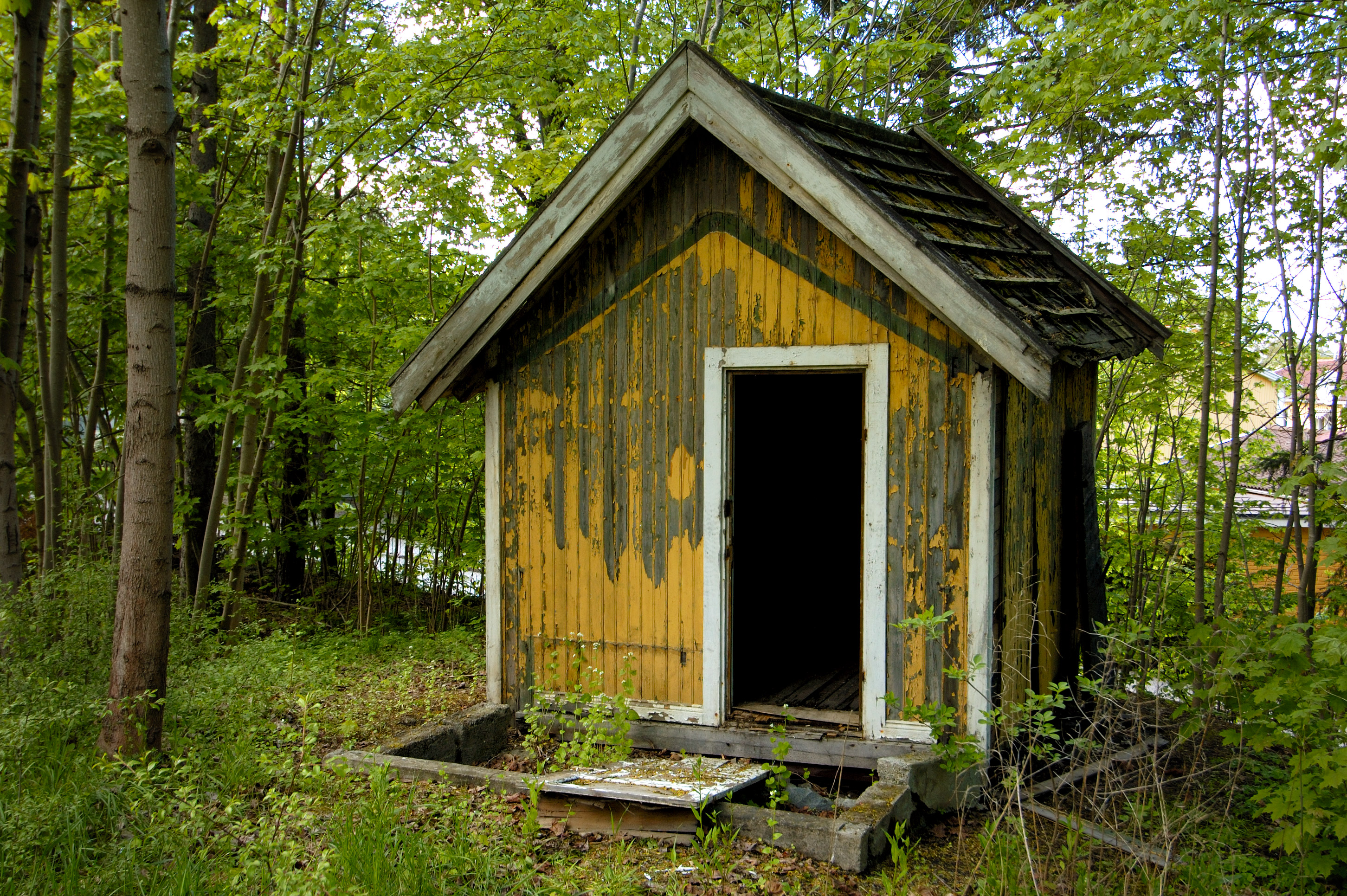
Skjulet bakom Bällsta gård där klistret ska ha uppfunnits enligt en lokal sägen.

Karlsons klister är ett av de första syntetiska limmen och ett gammalt svenskt varumärke vilket uppfanns och grundades av Axel Karlson runt 1922 och som sedan 2001 ägs av den internationella limtillverkaren UHU. Universalklistret var baserat på celluloid löst i aceton och dessutom föremål för Sveriges första reklamfilm. Numera tillverkas limmet under samma namn men med andra egenskaper i Tyskland.

## Bakgrund
Karlson lär ha arbetat på biograf med att laga filmer när han fann blandningen av celluloidbaserade filmrester och lösningsmedel en gångbar bas för ett snabbtorkande och hållfast lim som ersättning för de tidigare mjöl-klistren och benlimmen. 18 augusti 1922 annonserades "Karlsons klister" i Dagens nyheter för 1:25 kr tuben med Olow Klärre som generalagent. Mot slutet av 1920-talet emigrerade Karlson till USA för att lansera sin uppfinning. 1928 grundade han "Karlson's Klister" bland svenskkvarteren i Rockford, Illinois.  1929 rekryterades Nils Testor från ansedda F.W. Woolworth för att driva företaget.
Karlsons klister hann aldrig bli någon succé innan Axel Karlson under oklara omständigheter sålde företaget till Testor, som bildade The Testor Corporation Co och fortsatte att marknadsföra produkten som "Crystal Clear Household Cement" det vill säga "kristallklart hushållslim". Testor Corporation är än idag världsledande inom lim, färger och plastprodukter för hobbybruk. Axel Karlson återvände så småningom till Sverige, där "Karlsons klister" rönt betydligt större framgångar.

### Ursprungsrecept
Enligt företagshistorian hos nuvarande ägare ska ursprungsreceptet ha varit "filmrester från Svensk filmindustri som smältes ner med aceton". Björn Widén, tidigare journalist på Örebro-Kuriren, hävdar att lösningsmedlet som användes vid filmbrott var bananolja, en ester framställd ur ättiksyra och amylalkohol och med det kemiska namnet isoamylacetat.

## Reklamslogan
En av de mest kända svenska reklamsloganerna togs fram för produkten Karlsons klister. Vid en tecknad bild av en åsna stod: Alla använda Karlsons Klister utom jag, ty jag är en åsna, där åsna anspelade på det gamla talesättet "dum som en åsna".
Sloganen användes första gången vid en reklamkupp på 1920-talet där man hade försett åsnan Peppo, som man hyrt in från Skansen, med stora skyltar med denna text och såg till att den blev filmad när SF filmade vaktparaden på Norrbro i Stockholm. Åsnan kom sen med i en journalfilm som visades på biograferna och klistret blev snabbt ett populärt lim på marknaden, känt som ett billigt, lättanvänt och snabbtorkande ofärgat universallim för främst enklare limuppgifter inom hushåll, hobby, skolor och kontor.
Sloganen användes i marknadsföringen av klistret i många årtionden, ända in på 1970-talet. Så småningom tog man bort texten då tidsandans betraktelsesätt att ge djur mänskliga egenskaper skulle gett produkten dåligt rykte, men behöll bilden av en åsna i produktreklamen eftersom åsnan var så intimt förknippad med produkten.
På senare tid har reklamsloganen Alla använder Karlsons klister utom jag, för jag är en åsna återvänt på förpackningen.
Ur den svenska folksjälen har sedermera följande skaldestycke sprungit fram:
Om ditt hjärta nånsin brister
laga det med Karlsons klister

### Arkiverade bilder
- Bildannons från 1922
- Den klassiska logotypen med åsnan och slogan